# Sosnówka (rejon prużański)
Sosnówka (biał. Сасноўка; ros. Сосновка) – wieś na Białorusi, w obwodzie brzeskim, w rejonie prużańskim, w sielsowiecie Szenie.
W dwudziestoleciu międzywojennym leżała w Polsce, w województwie poleskim, w powiecie prużańskim.
W pobliżu miejscowości znajduje się przystanek kolejowy Liasy, położony na linii Moskwa – Mińsk – Brześć.